# L'Homme de Washington
 (mars 2023).
Si vous disposez d'ouvrages ou d'articles de référence ou si vous connaissez des sites web de qualité traitant du thème abordé ici, merci de compléter l'article en donnant les références utiles à sa vérifiabilité et en les liant à la section « Notes et références ».
L'Homme de Washington est la cent-seizième histoire de la série Lucky Luke par Achdé et Laurent Gerra. Elle est publiée pour la première fois en album en 2008 dans la collection Les Aventures de Lucky Luke d'après Morris no 3.

## Résumé
Le candidat républicain à la présidentielle Rutherford B. Hayes mène sa campagne électorale dans l'Ouest sauvage. Perry Camby, autre républicain qui s'est proclamé candidat officiel, met tout en œuvre pour se débarrasser de son rival. Lucky Luke est chargé d'escorter le candidat Hayes dans son périple à travers l'ouest sauvage en compagnie de sa femme « Lemonade Lucy » (surnom dû au fait qu'elle interdit à son mari l'alcool et ne lui fait boire que de la limonade), et de son personnel : William Pear (secrétaire), Freddy (le majordome), Maxime Vattel (le cuisinier), Jack Lantyer (le conducteur du train de Hayes).
De Columbus (Kentucky) jusqu'au Texas, la campagne de Hayes connaît du succès presque partout où il passe. Néanmoins, le candidat est victime de plusieurs attentats au cours du voyage : une fausse danseuse qui lui lance des couteaux ; de faux avis de recherche au nom de Hayes pour lui attirer les chasseurs de primes ; attentat à la bombe ; un tireur embusqué qui lui tire dessus dans le cabaret de Memphis (Tennessee), etc.
Lucky Luke soupçonne alors la présence d'un traître dans le personnel de Hayes.
Finalement, le groupe arrive à bon port au Texas. Hayes confronte alors Perry Camby étant certain qu'il est responsable de ces attentats. Alors que les choses allaient mal tourner, Lucky Luke leur propose de se départager lors d'un débat politique (c'était la seule solution pour éviter à Hayes de se faire abattre).
Après une semaine de campagne, le jour du débat arrive. Camby ne respecte cependant pas les règles en soudoyant les gens (pour les rallier à lui et rejeter Hayes) et en se faisant aider d'un souffleur pour son discours. Lucky Luke lui fait perdre le débat. Camby tente alors de tuer Hayes (mais ce dernier le désarme, faisant preuve d'une grande habileté au revolver) et le traître se dévoile : c'était Maxime Vattel (en fait Sam Palin, déguisé et engagé par Camby pour éliminer Hayes avant son arrivée au Texas).
Malgré une intervention de Billy the Kid, les malfrats sont neutralisés et Hayes gagne le débat et repart pour Washington. Il sera élu président.
Sam Palin et Billy The Kid sont enfermés au pénitencier et Camby s'enfuit au Moyen-Orient pour y prospecter du pétrole.
Lucky Luke part vers le soleil couchant.

## Caricatures et clins d'œil
- Lucky rencontre dans cet épisode Scott Joplin, célèbre pianiste de ragtime.
- Perry Camby, candidat originaire du Texas et dont le père a fait fortune dans le pétrole, est la caricature de George W. Bush. Son directeur de campagne est, quant à lui, la caricature de Dick Cheney.
- Page 7, les personnages complotent au bar One Eyed Jack, possible référence à l’établissement Jack n’a qu’un œil de la série Twin Peaks.
- Un personnage se nomme Sam Palin, en référence à Sarah Palin.
- James East et Artémius Gin sont les caricatures des deux héros de la série Les Mystères de l'Ouest, James West et Artemus Gordon.
- Le machiniste Jack Lantyer prend les traits de Jean Gabin, son nom et sa fonction sont un clin d'œil au personnage de Jacques Lantier qu'il interprétait dans le film La Bête humaine.
- Rutherford Hayes et sa femme Lucy sont déjà apparus dans l'album Sarah Bernhardt, à la différence que Hayes y était déjà président.
- La danseuse du Columbus Saloon ligotée et bâillonnée par un usurpateur se nomme Britney Schpires, en référence à Britney Spears.
- Un employé de l'imprimerie, « Guth & Berg », de Columbus,  demande à un jeune enfant, nommé Jonas et ressemblant à Nick Jonas, d'appeler ses frères (en références aux Jonas Brothers).
- À Memphis, les héros traversent la rue principale où se trouve un chanteur interprétant Love Me Tender devant le Heart Break Hotel et où un petit garçon nommé Michael, sort d'une maison où un écriteau indique « Ce soir : Jackson's Brothers ! », et poursuit un autre enfant qui s'est moqué de son nez. Jolly Jumper se lance aussi dans l'interprétation de Pas de boogie-woogie, d'Eddy Mitchell et le speech de Rutherford Hayes s'inspire de Toute la musique que j'aime de Johnny Hallyday.
- Alors qu'il est ivre, Hayes a une hallucination : Lucy dans le ciel avec des diamants, référence à la chanson des Beatles Lucy in the Sky with Diamonds.
- Depuis l'album précédent, La Corde au cou, l'une des expressions favorites de Jolly Jumper semble être : « Ça sent le "panpan" tout ça » ou encore « Je sens qu'il y a du "pan ! pan !" dans l'air ».
- Parmi les personnages récurrents des albums de Lucky Luke, on retrouve Elliot Belt (caricature de Lee Van Cleef) apparu pour la première fois dans l'album Chasseur de primes, Scat Thumbs de l'album La Diligence, Averell Dalton et Billy the Kid.
- À la page 31, Hayes déclare qu'il espère qu'un jour, il y aura même un candidat à la présidence, noir, référence à Barack Obama, qui lors de la publication était candidat à la présidence des États-Unis.

- Marc-Olivier Fogiel y est caricaturé en tant que Paul Hemmick page 41.
- À la page 32, la progression du train présidentiel est bloquée par les ouvriers chinois des chemins de fer. On peut lire sur une banderole « Chinois en Grève du train » (CGT).
- Lors de l'arrêt dans la ville de Hermann (Missouri), un personnage nommé Berlin invite Hayes et Lucky luke à un banquet. Lorsque Lucky luke déjoue une nouvelle tentative de meurtre en lançant la choucroute piégée au loin, l'explosion détruit un mur : le « Mur de Berlin ».
- Avant d'arriver à Memphis, Luke sauve un homme noir d'un lynchage par trois hommes du Ku Klux Klan, dont les visages sont cachés par une taie d'oreiller en guise de masque. Il déclare alors que ces déguisements sont ridicules. L'un des hommes masqués s'écrie alors : « Ridicule, ma taie d'oreiller 100 % coton plus blanc que blanc ??! » ce à quoi l'un de ses compagnons rétorque : « la ferme, Ariel » (la lessive Ariel).